# Poiana Stampei
Poiana Stampei es una comuna ubicada en el distrito de Suceava, Rumania.

## Superficie
Posee una superficie de 180,8 kilómetros cuadrados.

## Demografía
Hasta 2021 la población era de 2119 habitantes, con una densidad de población de 11,72 habitantes por kilómetro cuadrado.